# Vater aller Bomben
Der Vater aller Bomben (russisch Папа всех бомб, inoffizielle Bezeichnung: russisch Авиационная вакуумная бомба повышенной мощности (АВБПМ), „Flieger-Vakuumbombe mit gesteigerter Kraft“) ist eine konventionelle thermobare Bombe. Ihre Explosionskraft entspricht 44 t TNT und ist damit die größte jemals durch eine konventionelle Bombe erreichte. Der Zerstörungsradius beträgt ca. 300 Meter, die Masse 7,1 Tonnen.
Russland gilt als führend in der Aerosol-Waffentechnologie. Das US-amerikanische Militär zündete im Jahr 2003 die GBU-43/B Massive Ordnance Air Blast mit dem Codenamen „MOAB“, die bis 2007 als stärkste konventionelle Bombe galt. Das Kürzel MOAB ist auch ein Backronym für „mother of all bombs“ („Mutter aller Bomben“). Laut den russischen Entwicklern führte dies zum russischen Namen „Vater aller Bomben“ (russisch Папа всех бомб, Papa wsech bomb). Inoffiziell wird die Bombe als АВБПМ bezeichnet. Eine offizielle Bezeichnung wurde bis jetzt nicht bekannt, da die Bombe seit 2007 nur unter einem geheim gehaltenen internen Projektnamen geführt wird. Am 11. September 2007 wurde erstmals ein Exemplar im Rahmen eines Waffentests zum Einsatz gebracht. Weitere Typen finden sich in der Liste von sowjetischen und russischen Fliegerbomben.

## Funktion
Diese Bombe ist eine sogenannte thermobare oder auch Fuel-Air-Waffe, die den in der Luft enthaltenen Sauerstoff zur Verbrennung nutzt. Beim Vorgänger, der Aerosolbombe, wird durch eine erste Explosion ein Pulver oder eine Flüssigkeit in Form eines Aerosols freigesetzt. Meist werden hier Flüssigkeiten wie Decan und Feststoffe wie Aluminiumstaub genutzt. Mit einer zweiten Explosion wird dann dieses Aerosol entzündet. Bei thermobarischen Waffen genügt eine einzelne Sprengladung bzw. Explosion, um beide Schritte, die Verteilung des Aerosols und dessen Entzündung, zeitgleich auszuführen.

## Wirkung
Verglichen mit konventionellen Bomben entfachen thermobarische Bomben eine enorme und überdies besonders langanhaltende Hitze- sowie Druckwelle, weshalb man sie mitunter mit kleinen, sogenannten taktischen Atombomben vergleicht: Lebewesen, die im Wirkkreis der Bombe deren erste Druck- und Hitzewelle überleben, werden anschließend sehr wahrscheinlich durch das dem hohen Druck folgende „Einatmen“ des Feuerballs getötet.

## Vergleich
Beim Vater aller Bomben handelt es sich um die momentan stärkste existierende konventionelle Bombe. Die angegebene Explosionskraft von 44 t TNT-Äquivalent ist viermal so groß wie die der bisher größten konventionellen Bombe, der oben erwähnten US-amerikanischen GBU-43/B Massive Ordnance Air Blast. Die Explosionskraft übertrifft die der kleinsten jemals gezündeten Atombombe, der ebenfalls US-amerikanischen Davy Crockett aus den 1950er Jahren, die auf eine Explosionskraft von 20 t TNT-Äquivalent eingestellt werden konnte. Im Gegensatz zu Nuklearsprengköpfen setzen die konventionellen Systeme keine (eventuell weiterreichende) radioaktive Wolke frei. Dafür sind sie mit bis zu 9,5 t im Gegensatz zu 23 kg bedeutend schwerer und können nur mit Transportflugzeugen oder schweren Bombern ins Zielgebiet gebracht werden, während Davy Crockett auch nach dem Panzerfaustprinzip von einem Mann von einer Abschusslafette aus abgefeuert werden konnte.
| System                           | Masse    | TNT-Äquivalent | Explosionsradius |
| -------------------------------- | -------- | -------------- | ---------------- |
| Vater aller Bomben (Russland)    | 7.100 kg | 44 t           | 300 m            |
| Massive Ordnance Air Blast (USA) | 9.550 kg | 11 t           | 150 m            |
| Davy Crockett (Kernwaffe USA)    | 0.023 kg | 10 oder 20 t   | 150–200 m        |

## Einsätze
Der Test des am 11. September 2007 von einer Tupolew Tu-160 über einem Militärgelände abgeworfenen Vater aller Bomben wurde im staatlichen russischen Fernsehen auf den Sendern ORT und Westi präsentiert. Der Vizestabschef der russischen Streitkräfte, Alexander Rukschin, erklärte in der Sendung, dass die nun getestete Waffe mit keiner anderen ihrer Art auf der Welt vergleichbar und so „effizient und leistungsfähig wie eine Nuklearwaffe“ sei. Rukschin betonte, dass die Bombe die nationale Sicherheit sicherstellen soll und Russland zudem nun ebenfalls im Kampf gegen den internationalen Terrorismus „jederzeit und überall einsatzbereit“ sei.